# Echinocoryne holosericea
Echinocoryne holosericea là một loài thực vật có hoa trong họ Cúc. Loài này được (Mart.) H.Rob. mô tả khoa học đầu tiên năm 1987.